# 鸟面龙 (英国)
鳥面龍屬（學名：Ornithopsis）是蜥腳下目腕龍科的一屬中型恐龍，生存於白堊紀早期的英格蘭。鳥面龍曾被認為是畸形龍的異名，而畸形龍本身是個「未歸類物種集中地」，但有研究認為這兩者並不是相同動物。雖然鳥面龍的一些物種被認為是其他屬的異名，但是鳥面龍的模式種卻有可能是有效種。

## 發現與命名
模式種是赫克氏鳥面龍（O. hulkei）是由哈利·絲萊（Harry Seeley）在1870年敘述、命名的。化石是從英格蘭發現的兩節背椎，編號BMNH R2239標本發現於東薩塞克斯郡，編號BMNH R28632標本發現於威特島。這些地區屬於威塞克斯組（Wessex Formation），地質年代屬於下白堊紀的貝里亞階。屬名意為「鳥類的面孔」，因為哈利·絲萊當時認為這些化石是翼龍類演化到現代鳥類的遺失連結；種名則是以古生物學家約翰·赫克（John Whitaker Hulke）為名。

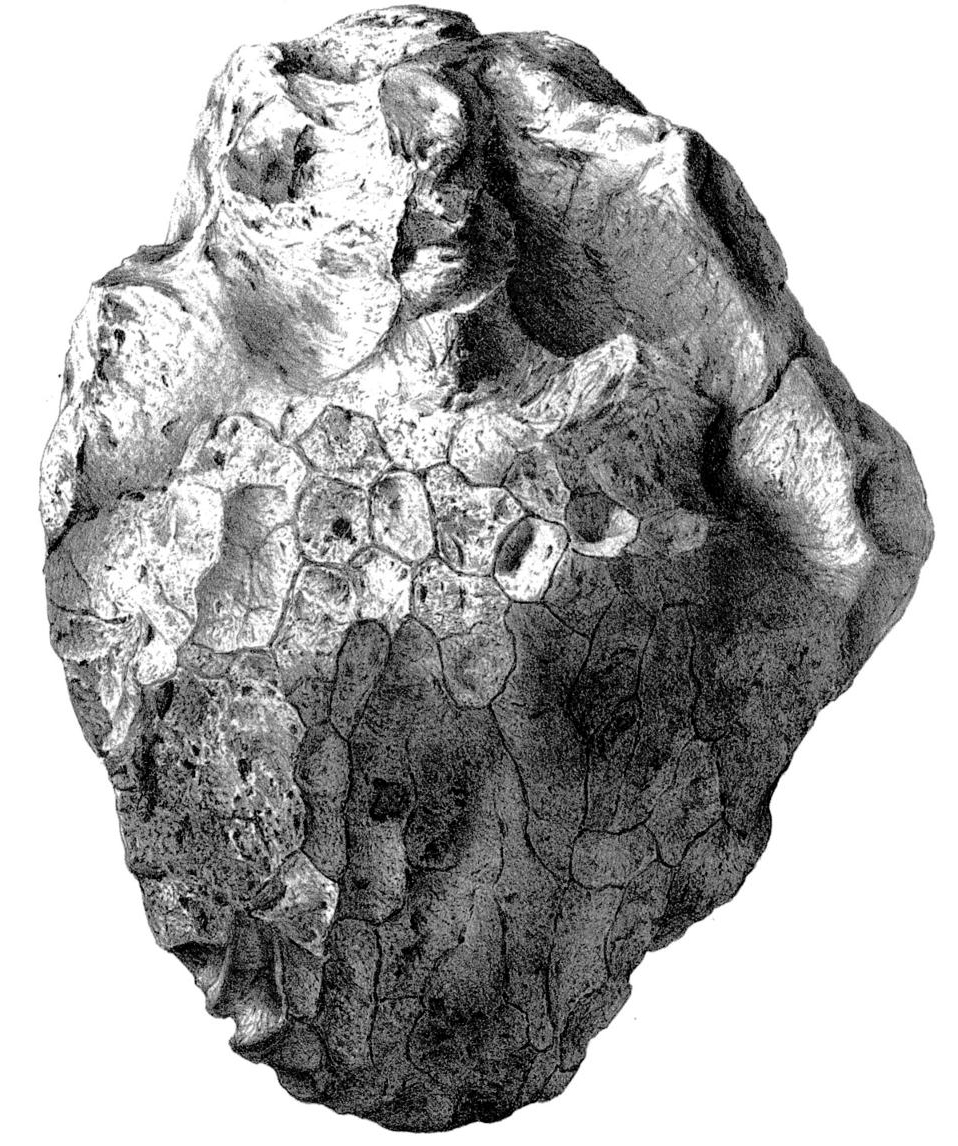
鳥面龍的選模標本背椎

英國古生物學家理查·歐文（Richard Owen）反對這個分類，他本身是堅定的創造論信徒，不相信當時的演化論，他也是哈利·絲萊的長期對手。早在1841年，歐文將編號BMNH R2239背椎視為禽龍的方骨；在1871年，歐文進一將這個背椎建立為溝椎龍的一個種（Bothriospondylus magnus）。同年，歐文將編號BMNH R28632背椎建立為溝椎龍的另一個種（B. elongatus）。
這兩塊背椎被歸類於不同種之後，分別被重新歸類到其他屬。在1876年，理查·歐文將編號BMNH R2239標本改歸類為新建立軟骨龍的一個種。之後在1889年，理查德·萊德克（Richard Lydekker）將這個標本編入於赫克氏畸形龍；萊德克在四年後再度改歸類於Hoplosaurus（現名Oplosaurus）的一個種。在2005年，塞巴斯蒂安·阿派斯特圭（Sebastian Apesteguia）將這個種改歸類到優腔龍。
另一個編號BMNH R28632標本，被約翰·赫克在1882年編入於鳥面龍的新種，優腔鳥面龍（O. eucamerotus）；約翰·赫克是根據另一個標本（編號BMNH R97）。在1995年，William Blows將這個標本選為赫克氏鳥面龍的選模標本；他同時發現，畸形龍的正模標本只有肱骨，可鑑定特徵太少，將相關物種改歸類於鳥面龍。Blows並排除編號BMNH R2239屬於鳥面龍的可能性。除此之外，他提出優腔鳥面龍不屬於鳥面龍，而將其改歸類於腕龍科的分類不明屬。
在1887年，約翰·赫克將一個部分骨盆建立為第三個種，利氏鳥面龍（O. leedsi）。化石是一個部分骨盆（編號BMNH R1984-1988），是由Alfred Nicholson Leeds發現於劍橋郡彼得伯勒。一些脊椎標本（編號BMNH R1894）常被認為與綜模標本有關聯、相同個體，近年被發現是個不同個體。之後，這個種被先後改歸類於鯨龍、似鯨龍；以現今的角度來看，這兩次分類都有爭議。
除此之外，還有許多其他屬的種，曾被改歸類於鳥面龍。在1888年，理查德·萊德克將曼氏公平龍（I. manseli）、肱冠鯨龍（C. humerocristatus）都改歸類為鳥面龍的種。在1922年，弗雷德里克·馮·休尼（Friedrich von Huene）將溝椎龍的模式種（B. suffossus）、格氏似鯨龍（C. greppini）都改歸類於鳥面龍的種。在1929年，馮·休尼將康氏畸形龍（P. conybearei）改歸類於鳥面龍；但康氏畸形龍是畸形龍的模式種，這將造成畸形龍的有效性問題。這些名稱目前都是不確學名（Nomen vanum）。
赫克氏鳥面龍的選模標本曾遭到嚴重侵蝕，只剩下椎體，缺乏神經棘。這兩個背椎高而狹窄，兩側有隆脊，內部有大型側腔。背椎屬於後凹型脊椎，長度的2/3處有三角形的深凹處。研究人員根據這些特徵，認為鳥面龍屬於巨龍形類，可能屬於腕龍科。

## 物種
根據保羅·厄普丘奇（Paul Upchurch）在2004年的研究，鳥面龍目前的有效種，只剩下模式種赫克氏鳥面龍。第二個可能種是利氏鳥面龍（O. leedsi），但是被認為是疑名，目前是巨龍形類的分類不明種。其他曾被編入鳥面龍的物種，目前都被重新歸類在其他屬中。
- 赫克氏鳥面龍（O. hulkei）：疑名，由哈利·絲萊在1870年建立，曾為赫克氏畸形龍（Pelorosaurus hulkei）、大溝椎龍（Bothriospondylus magnus）、大軟骨龍（Chondrosteosaurus magnus）。
- 優腔鳥面龍（O. eucamerotus）：疑名，最初由約翰·赫克（John Hulke）在1882年建立，現更名為優腔龍。
- 康氏鳥面龍（O. conybearei）：疑名，曾為康氏鯨龍（Cetiosaurus conybeari），現為康氏畸形龍（P. conybearei）。
- 格氏鳥面龍（O. greppini）：曾為格氏公平龍（Ischyrosaurus greppini），現為格氏似阿曼茲龙（Amanzia greppini）。
- 肱冠鳥面龍（O. humerocristatus）：疑名，現為肱冠畸形龍（P. humerocristatus）。
- 利氏鳥面龍（O. leedsi）：可能是腕龍科下的一個新屬。
- 曼氏鳥面龍（O. manseli）：疑名，曾為曼氏畸形龍（P. manseli），現為曼氏公平龍（I. manseli）。
- O. suffossa：現為溝椎龍的B. suffossus。

## 譯名
另一屬發現於蒙古的恐龍也被翻譯成鳥面龍（Shuvuuia），容易造成混亂。

## 外部連結
- 恐龍博物館──鳥面龍